# Pat Fenlon
Pat Fenlon, né le 15 mars 1969 à Dublin en Irlande, est un footballeur irlandais. Après une longue carrière dans le championnat irlandais où il est à deux reprises élu meilleur joueur de la compétition et où il conquiert trois titres de champion d'Irlande et un de champion d'Irlande du Nord, il devient entraîneur. Il emmène à cinq reprises son équipe au titre de champion d'Irlande. Depuis le début de la saison 2017 il est le directeur du football du Waterford United qui évolue en deuxième division irlandaise.

## Biographie

### Carrière de joueur
Pat Fenlon nait en mars 1969 à Dublin. Très jeune il joue au football. Il apparait dans l'actualité pour la première fois lorsqu'il remporte avec son école, Patrician College à Finglas, la Leinster Schools Junior Cup. Il marque trois buts lors de la finale. Il s'engage ensuite dans les équipes de jeunes du club anglais de Chelsea Football Club. Il ne s'impose jamais en Angleterre et revient à Dublin en 1987 en signant au St. Patrick's Athletic FC alors dirigé par Brian Kerr. Il fait ses grands débuts en championnat le 13 septembre 1987 contre Shelbourne FC au Harold's Cross Stadium.
La saison suivante Fenlon participe à la conquête du titre de champion d'Irlande avec St Pat's. En septembre 1990 il joue en Coupe d'Europe et marque contre les Roumains du Steaua Bucarest. Après quatre saisons à St Pat's, Fenlon signe avec un autre club de Dublin, le Bohemian Football Club. Il marque 29 buts pour 88 matchs disputés avec les Bohs. Il remporte avec eux la Coupe d'Irlande 1992. Il est nommé meilleur footballeur du championnat par ses pairs cette année-là. En février 1992, Fenlon marque un but pour sa première apparition en équipe B de l'équipe nationale irlandaise lors d'un match contre le Danemark B.
Pat Fenlon prend en janvier 1994 la direction de l'Irlande du Nord en signant avec le grand club de Belfast, le Linfield Football Club. Il signe pour un club principalement supporté par la partie protestante de Belfast et devient ainsi le premier catholique originaire de Dublin à le faire. Revenant sur son passage à Belfast vingt ans plus tard, Fenlon raconte qu'il a été à plusieurs reprises pris à partie par des catholiques lui reprochant son engagement à Linfield. Avec ce club, Pat Fenlon remporte deux coupe d'Irlande du Nord et un  championnat.
En juin 1996, Pat Fenlon revient à Dublin et s'engage alors avec les Shamrock Rovers. La saison passée avec les Rovers ne donnant pas satisfaction, il signe avec le Shelbourne Football Club. Il connait avec ce club à la fois la joie de remporter plusieurs fois le championnat mais aussi une très grave blessure : il souffre d'une triple fracture du tibia après un choc au cours d'un match contre les Shamrock Rovers à Tolka Park le 12 février 1999. En 2000, à peine rétabli, il participe à la conquête du doublé Coupe/Championnat et obtient un second titre de meilleur joueur du championnat.

### Carrière d'entraîneur
La carrière d'entraîneur de Pat Fenlon commence au Shelbourne Football Club en 2002. Son premier contrat est un contrat d'entraîneur-joueur. Dès sa première saison, il guide son club vers une belle deuxième place. Au commencement de la saison 2003, Fenlon décide de mettre un terme à sa carrière de joueur et de se consacrer entièrement à son nouveau rôle d'entraîneur. Le retour sur investissement est immédiat puisque que Fenlon réussit à gagner deux fois consécutivement le championnat (2003 et 2004), ce que Shelbourne n'avait jamais réussit à faire.
La saison 2004 marque aussi des débuts d'entraîneur en Coupe d'Europe. Son club se hisse au troisième tour après avoir battu les Islandais du KR Reykjavík et surtout les Croates de l'Hajduk Split. Au troisième tour l'adversaire est de taille puisque les Shels doivent affronter les Espagnols du Deportivo La Corogne. Après avoir accroché les Espagnols 0-0 à l'aller, Shelbourne s'incline logiquement au retour sur le score de 3-0. Reversé en Coupe UEFA, les hommes de Fenlon affrontent les Français du LOSC Lille Métropole. Après cette belle campagne européenne puisqu'il devient le premier entraineur irlandais à emmener son éqyuipe au troisième tour de la Ligue des champions, Fenlon se voit proposer une extension de contrat.
2005 est donc une année qui promet pour Shelbourne et son entraineur. Mais les choses ne se passent pas aussi facilement. Malgré de nombreuses signatures de prestige, Shelbourne termine à une décevante troisième place. Dans la Setanta Sports Cup, le club est même battu en finale par un des anciens clubs de Fenlon, les Nord-Irlandais du Linfield FC. 2006 marque le retour vers le succès. Malgré des rumeurs continues à propos de l'abandon du stade historique du club, Tolka Park, Fenlon guide son équipe vers une troisième victoire en championnat en quatre saisons. Le 17 novembre 2006, Shelbourne scelle son titre avec une victoire 2-1 sur ses grands rivaux du Bohemian FC. Cette victoire permet au club de devancer Derry City FC, son dauphin, à la différence de buts.

## Palmarès

### en tant que joueur
- Avec le St. Patrick's Athletic FC
  - Vainqueur du Championnat d'Irlande 1989-1990

- Avec le Bohemian FC
  - Vainqueur de la Coupe d'Irlande 1991-1992
  - Vainqueur de la Leinster Senior Cup 1993

- Avec le Linfield FC
  - Vainqueur du Championnat d'Irlande du Nord 1993-1994
  - Vainqueur de la Coupe d'Irlande du Nord 1993-1994 et 1994-1995

- Avec les Shamrock Rovers
  - Vainqueur de la Leinster Senior Cup 1997

- Avec le Shelbourne FC
  - Vainqueur du Championnat d'Irlande 1999-2000 et 2001-2002
  - Vainqueur de la Coupe d'Irlande 1999-2000

- Trophées individuels
  - Footballeur irlandais de l'année : 1991-1992 et 1999-2000
  - Personnalité irlandaise de l'année (prix décerné par la presse football) : 2004 et 2006

### en tant qu'entraîneur
- Avec le Shelbourne FC
  - Vainqueur du Championnat d'Irlande 2003, 2004 et 2006

- Avec le Bohemian FC
  - Vainqueur du Championnat d'Irlande 2008 et 2009
  - Vainqueur de la Coupe d'Irlande 2008
  - Vainqueur de la Setanta Sports Cup 2009-2010

- Avec le Hibernian FC
  - Finaliste de la Coupe d'Écosse de football en 2011-2012 et 2012-2013